# Kartézský součin

Ilustrace kartézského součinu množin a

V matematice je kartézský součin (někdy též direktní součin) množinová operace, přičemž kartézským součinem dvou množin {\displaystyle X} a {\displaystyle Y} je množina, označená {\displaystyle X\times Y}, která obsahuje všechny uspořádané dvojice, ve kterých je první položka prvkem množiny {\displaystyle X} a druhá položka je prvkem množiny {\displaystyle Y}. Kartézský součin obsahuje všechny takové kombinace těchto prvků.
Například kartézským součinem osmiprvkové množiny A = { sedma, osma, devítka, desítka, spodek, svršek, král, eso } se čtyřprvkovou množinou B = { srdce, listy, kule, žaludy } je 32prvková množina A × B = { (sedma, srdce), (sedma, listy), (sedma, kule), (sedma, žaludy), (osma, srdce), …, (eso, kule), (eso, žaludy) }.
Kartézský součin je pojmenován po francouzském matematikovi René Descartovi, z jehož formulací analytické geometrie je tento koncept odvozen.

## Formální definice
{\displaystyle X\times Y=\{(x,y):x\in X\land y\in Y\}}
Například kartézským součinem množiny všech reálných čísel {\displaystyle \mathbb {R} } se sebou samou vznikne rovina {\displaystyle \mathbb {R} \times \mathbb {R} \,\!}, což je možno psát jako {\displaystyle \mathbb {R} ^{2}} („kartézská mocnina“). Libovolný bod v této rovině je možno popsat uspořádanou dvojicí {\displaystyle (x,y):x,y\in \mathbb {R} }, viz kartézský souřadnicový systém.
Definici kartézského součinu dvou množin je možno rozšířit na kartézský součin libovolného počtu množin, jehož výsledkem je množina n-tic, takto:
{\displaystyle X_{1}\times X_{2}\times \ldots \times X_{n}=\{(x_{1},x_{2},\ldots ,x_{n}):x_{i}\in X_{i},1\leq i\leq n\}}
Příkladem takového součinu je trojrozměrný euklidovský prostor {\displaystyle \mathbb {R} ^{3}=\mathbb {R} \times \mathbb {R} \times \mathbb {R} }.

## Vlastnosti
Kartézský součin není komutativní ani asociativní operace a nemá neutrální prvek.
Kartézský součin konečných množin má mohutnost rovnou součinu mohutností jednotlivých množin. Obecně má kartézský součin mohutnost rovnou kardinálnímu součinu mohutností jednotlivých množin. V případě, že je alespoň jedna množina nekonečná, je mohutnost kartézského součinu rovna maximu z mohutností jednotlivých množin.
Je-li kartézským součinem prázdná množina ({\displaystyle A\times B=\emptyset }), pak je {\displaystyle A=\emptyset } nebo {\displaystyle B=\emptyset }.

## Nekonečný součin
Předchozí definice popisuje kartézský součin libovolného avšak konečného počtu množin. V některých oblastech matematiky se může hodit kartézský součin nekonečně mnoha množin. Ten lze definovat jako:
{\displaystyle \prod _{i\in I}X_{i}=\{f:I\to \bigcup _{i\in I}X_{i}\ |\ (\forall i)(f(i)\in X_{i})\}}
Zde {\displaystyle I} je množina indexů, {\displaystyle \{X_{i}:i\in I\}} je množina operandů (množin), indexovaná prvky {\displaystyle I}.
Kartézský součin je zde tedy definován jako množina funkcí z {\displaystyle I} do sjednocení všech množin, které jsou operandy. Každá z těchto funkcí je zobecněním n-tice, tzn. tvoří nekonečně-složkovou obdobu konečně-složkových n-tic. n-tici lze chápat jako speciální (konečný) případ této funkce, kde {\displaystyle (x_{1},x_{2},\ldots )} odpovídá takové funkci {\displaystyle f}, u které {\displaystyle f(1)=x_{1},f(2)=x_{2},\ldots }

## Význam kartézského součinu
Význam kartézského součinu vyplývá především z toho, že je nadmnožinou pro všechny binární relace (nebo obecněji pro n-ární relace). Z tohoto pohledu jsou veškeré úvahy o vztazích mezi prvky dvou množin (nebo o vztazích mezi prvky jedné množiny) vedeny v rámci kartézského součinu, který se tak stává „rámcovou množinou“ například pro většinu algebraických struktur. Vztahy jako uspořádání na množině {\displaystyle X} jsou určité podmnožiny {\displaystyle X\times X}, operace na množině jsou určité podmnožiny {\displaystyle X\times X\times X}.

## Direktní součin
Pro mnoho matematických struktur (např. algebraické, topologické atd.) se používá pojem direktní součin souboru několika struktur (i nekonečně mnoho) pro strukturu, jejíž nosnou množinou je jejich kartézský součin a struktura se na něj přenáší. 
Například direktní součin monoidů {\displaystyle (\mathbb {Z} ,+,0)} a kladných reálných čísel s násobením{\displaystyle (\mathbb {R} ,.,1)} je jejich kartézský součin vybavený binární operací {\displaystyle (z_{1},r_{1})\circ (z_{2},r_{2})=(z_{1}+z_{2},r_{1}.r_{2})} s neutrálním prvkem {\displaystyle (0,1)}.